# Карън М. Макменъс
Карън М. Макменъс е американска авторка на тийнейджърски романи. Тя добива популярност с първия си роман „Един от нас лъже“, който се задържа над 130 седмици в класацията с бестселъри на „Ню Йорк Таймс“. По него е сниман сериал през 2021 г. „Къркъс Ревюс“ определя „Двама могат да пазят тайна“ като една от най-добрите книги на 2019 г. 
Макменъс завършва Колежа на Светия кръст с бакалавърска степен по „Английска филология“ и Североизточния университет с магистърска степен по „Журналистика“. Живее в Кеймбридж.

### Самостоятелни романи
- Two Can Keep a Secret (2019)[4]
Двама могат да пазят тайна, изд. „Егмонт България“ (2019), прев. Надя Златкова
- The Cousins (2020)
Братовчедите, изд. „Егмонт България“ (2021), прев. Йоана Гацова
- You'll Be the Beath of Me (2021)
Накрая ще ме довършиш, изд. „Егмонт България“ (2021), прев. Йоана Гацова
- Nothing More to Tell (2022)
Нямам какво да добавя, изд. „Егмонт България“ (2022), прев. Йоана Гацова

### Серия „Един от нас лъже“ (One of Us Is Lying)
1. One of Us Is Lying (2017)[4]
Един от нас лъже, изд. „Егмонт България“ (2018), прев. Йоана Гацова
2. One of Us Is Next (2020)
Един от нас е следващият, изд. „Егмонт България“ (2020), прев. Йоана Гацова
3. One of us is Back (2023)
Един от нас се завърна, изд. „Егмонт България“ (2024), прев. Йоана Гацова
4. Such Charming Liars (2024)

### Сборници
- Marple: Twelve New Mysteries (2022) – с Лий Бардуго, Наоми Алдерман, Алиса Кол, Луси Фоли, Ели Грифитс, Натали Хейнс, Джийн Квок, Вал Макдърмид, Дреда Сей Мичел, Кейт Мос и Рут Уеър